# Biểu tình Paraguay 2017
Các cuộc biểu tình Paraguay năm 2017 là một loạt các cuộc biểu tình tại Paraguay, bắt đầu vào ngày 31 tháng 3 năm 2017. Trong các cuộc biểu tình, Quốc hội đã bị người biểu tình đốt. Các cuộc biểu tình xảy ra do sửa đổi hiến pháp có thể cho phép Tổng thống Horacio Cartes chạy đua tái bầu cử lại, một động thái được mô tả bởi phe đối lập là "một cuộc đảo chính." Một người biểu tình đã bị giết sau khi bị bắn bởi một viên đạn cao su, Và một số người biểu tình, chính trị gia và nhà báo, cũng như cảnh sát, đã bị thương, trong đó có một phó phó nhà ở phải trải qua phẫu thuật sau khi bị thương do đạn cao su.